# ریکاردو بالبین

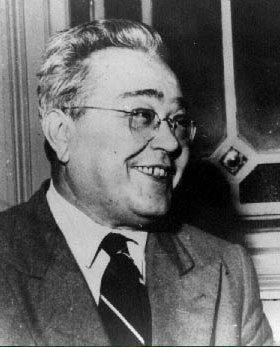

ریکاردو بالبین (بوئنوس آیرس، ۲۹ ژوئیه ۱۹۰۴ - لاپلاتا، ۹ سپتامبر ۱۹۸۱) سیاستمدار و وکیل آرژانتینی که یکی از برجسته‌ترین چهره‌های اتحاد سیاسی رادیکال (UCR) بود، حزبی سیاسی که از سال ۱۹۵۹ (در آن زمان به عنوان اتحادیه سیاسی رادیکال دل پوئبلو) تا زمان مرگش در سپتامبر ۱۹۸۱ ریاست کمیته ملی آن را بر عهده داشت. آونیدا دل تجار سابق، در شهر بوئنوس آیرس و بزرگراه «دکتر ریکاردو بالبین» (که قبل از سال ۲۰۰۴ مسیر ملی نامیده می‌شد) به افتخار او نامگذاری شده‌است.
در سال ۱۹۴۶ او به عنوان معاون ملی انتخاب شد و ریاست به اصطلاح " بلوک ۴۴ " را بر عهده داشت. او در سال ۱۹۴۹ از کنگره اخراج و در زندان المس در لا پلاتا زندانی شد. ریکاردو بالبین در سال ۱۹۵۰ نامزد فرمانداری استان بوئنوس آیرس شد و در همان روز انتخابات دوباره زندانی شد. در پایان آن سال، پرزیدنت پرون او را عفو کرد، اما بالبین این اقدام را رد کرد زیرا روند کیفری هنوز حکمی صادر نکرده بود. او در نهایت به جرم تحقیر به پنج سال زندان محکوم شد.